# 田村泰顕
田村 泰顕（たむら やすあき）は、江戸時代中期の陸奥国一関藩の世嗣。幼名は長熊。通称は数馬、修理。

## 略歴
元禄16年（1703年）に一関藩主家分家にあたる江戸幕府旗本寄合席の田村顕普（藩祖・田村宗良五男）の長男として誕生した。『寛政重修諸家譜』では母を神尾氏とし、父の顕普に正室がいたとする記載はない。
享保元年（1716年）に本家の一関藩の第2代藩主・田村誠顕の婿養子となって、誠顕の三女を正室とし、将軍徳川吉宗へ初御目見する。しかし、家督相続以前の享保10年（1725年）に死去した。享年23。
正室は、泰顕の死後に誠顕の養子として宇和島藩から迎えられた田村村顕と再婚した。また、弟の田村村房は生存していたが、本家一関藩主家の養子に入ることもなく、実家の旗本家は維持された。